# La misteriosa mirada del flamenco
La misteriosa mirada del flamenco es una película chilena de 2025 dirigida y escrita por Diego Céspedes, en su largometraje debut. Fue coproducida junto a Francia, Alemania, España y Bélgica. Está protagonizada por Tamara Cortés, Matías Catalán y Paula Dinamarca. Fue estrenada en el Festival Internacional de Cine de Cannes de 2025, donde ganó la sección Un certain regard.

## Sinopsis
La película transcurre en el norte de Chile, en 1982, y es protagonizada por Lidia, una niña que es testigo de la llegada y propagación del VIH/sida en el país. La situación afecta especialmente a su madre adoptiva, una travesti llamada Flamenco.

## Reparto
- Tamara Cortés como Lidia
- Matías Catalán como Flamenco
- Paula Dinamarca como Mamá Boa

## Producción
En 2019, Diego Céspedes participó en la residencia de la Cinéfondation del Festival de Cannes para desarrollar la película, que sería su largometraje debut. Al año siguiente, el proyecto formó parte del programa de apoyo audiovisual Ikusmira Berriak, organizado en el contexto del Festival Internacional de Cine de San Sebastián. Tras ganar el Premio de Producción TFL en el TorinoFilmLab de 2020, el director recibió una subvención de 50 000 euros para su obra. En 2021 participó también en la Cumbre de Productores del Instituto Sundance, y al año siguiente fue seleccionada para participar en el Gap-Financing Market del Festival Internacional de Cine de Venecia.
La cinta fue producida por la empresa chilena Quijote Films, en colaboración con la compañía francesa Les Valseurs, la alemana Weydemann Bros Films, la española Irusoin y la belga Wrong Men.

## Estreno

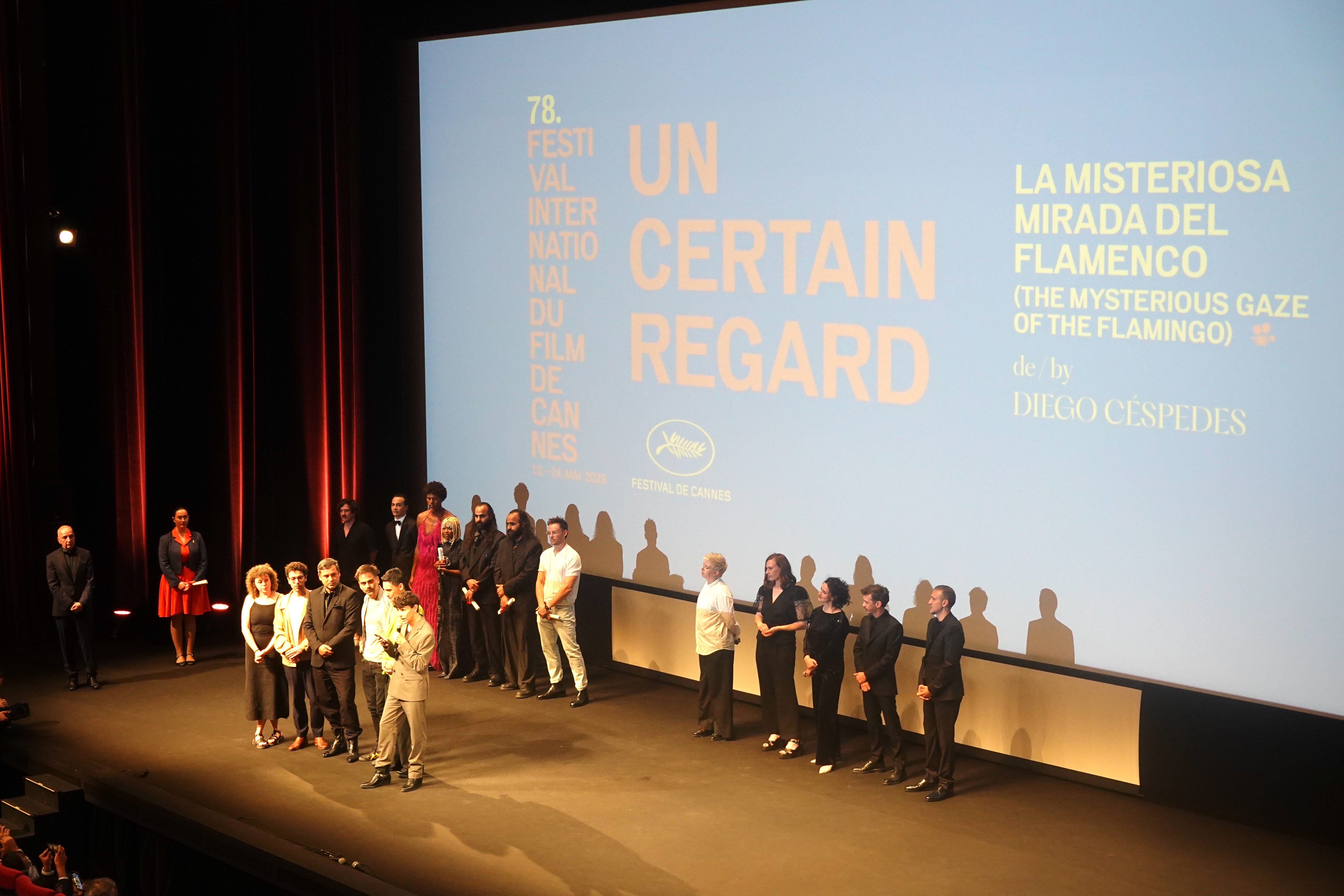
El director Diego Céspedes recibiendo el premio de la sección Un certain regard en el Festival de Cannes.

La película fue estrenada el 15 de mayo de 2025 en el Festival Internacional de Cine de Cannes, dentro de la sección Un certain regard. Antes de su estreno, los derechos de venta internacional del largometraje fueron adquiridos por la empresa Charades.

## Premios
| Año  | Premio / Festival                        | Categoría         | Nominados      | Resultado |
| ---- | ---------------------------------------- | ----------------- | -------------- | --------- |
| 2025 | Festival Internacional de Cine de Cannes | Un certain regard | Diego Céspedes | Ganador   |
| 2025 | Festival Internacional de Cine de Cannes | Queer Palm        | Diego Céspedes | Nominado  |
| 2025 | Festival Internacional de Cine de Cannes | Caméra d'or       | Diego Céspedes | Nominado  |